# Csinyere
A Csinyere nigériai igbó eredetű női név, jelentése: isten adta, isten ajándéka.

## Gyakorisága
Az újszülötteknek az 1990-es években nem szerepelt az engedélyezett anyakönyvi nevek között. A 2000-es és a 2010-es években sem szerepelt a 100 leggyakrabban adott női név között.
A teljes népességre vonatkozóan a Csinyere sem a 2000-es, sem a 2010-es években nem szerepelt a 100 leggyakrabban viselt női név között.